# Schradenau

Verfallene Gebäude am Vorwerk (2017)
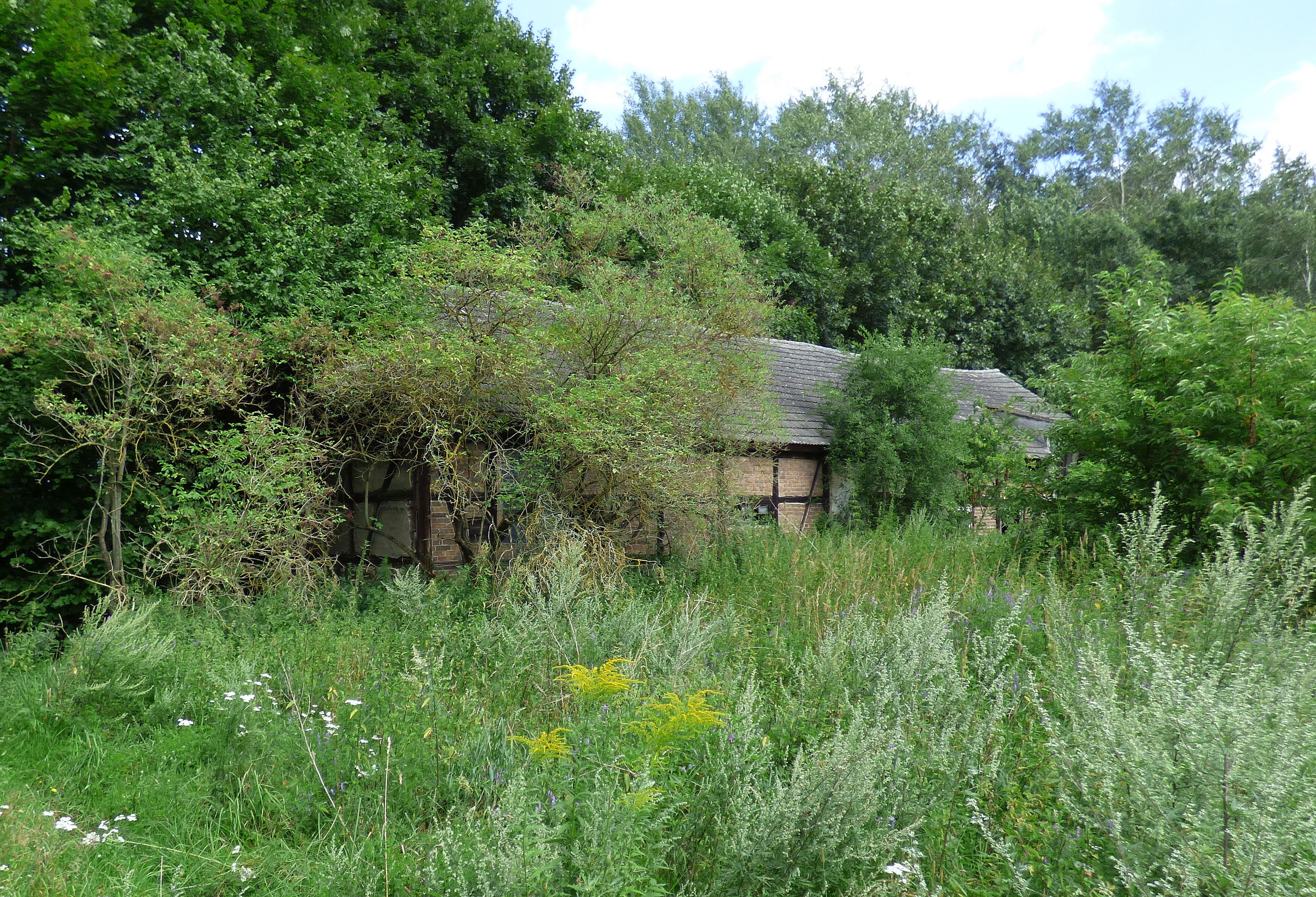
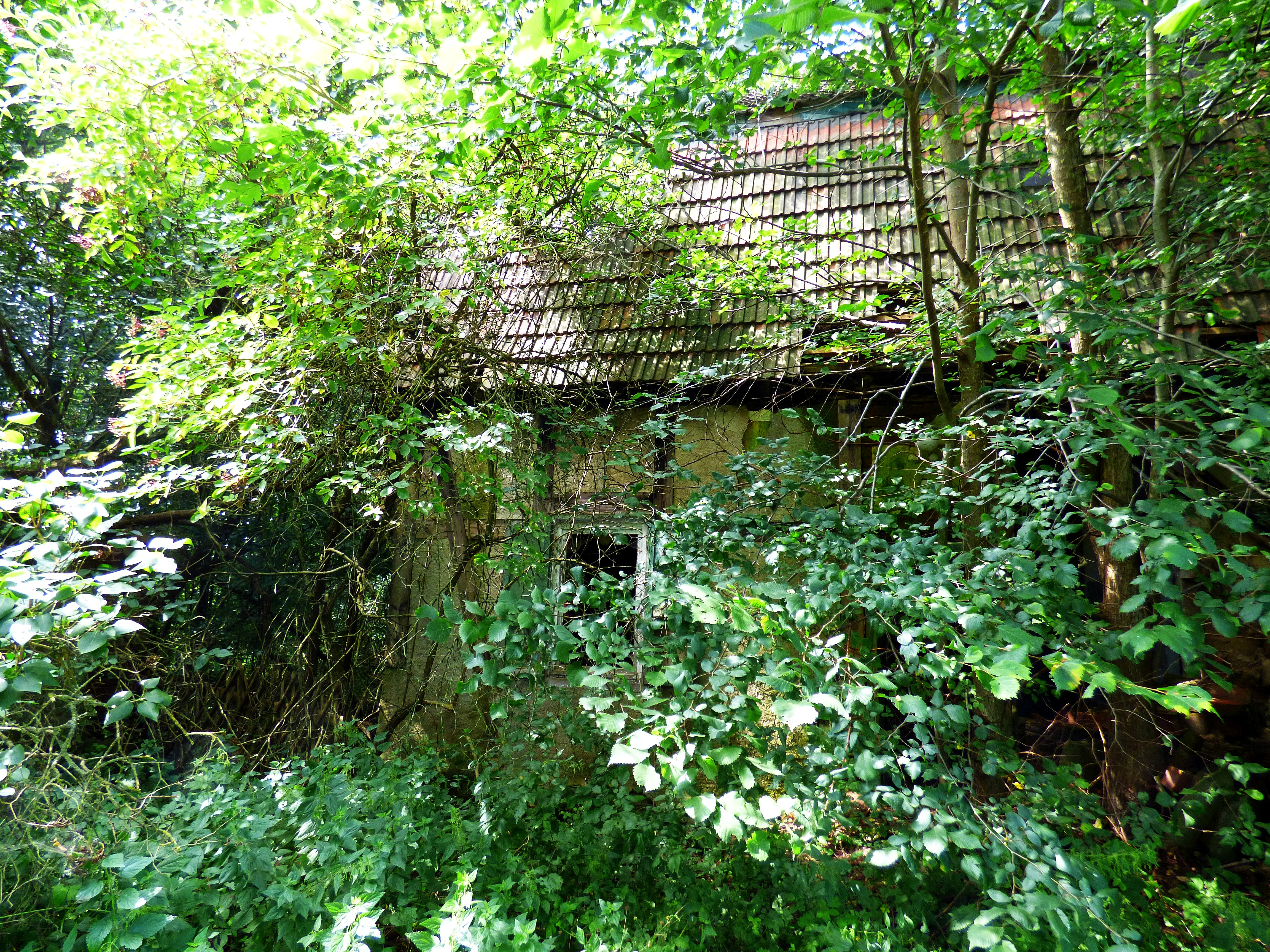

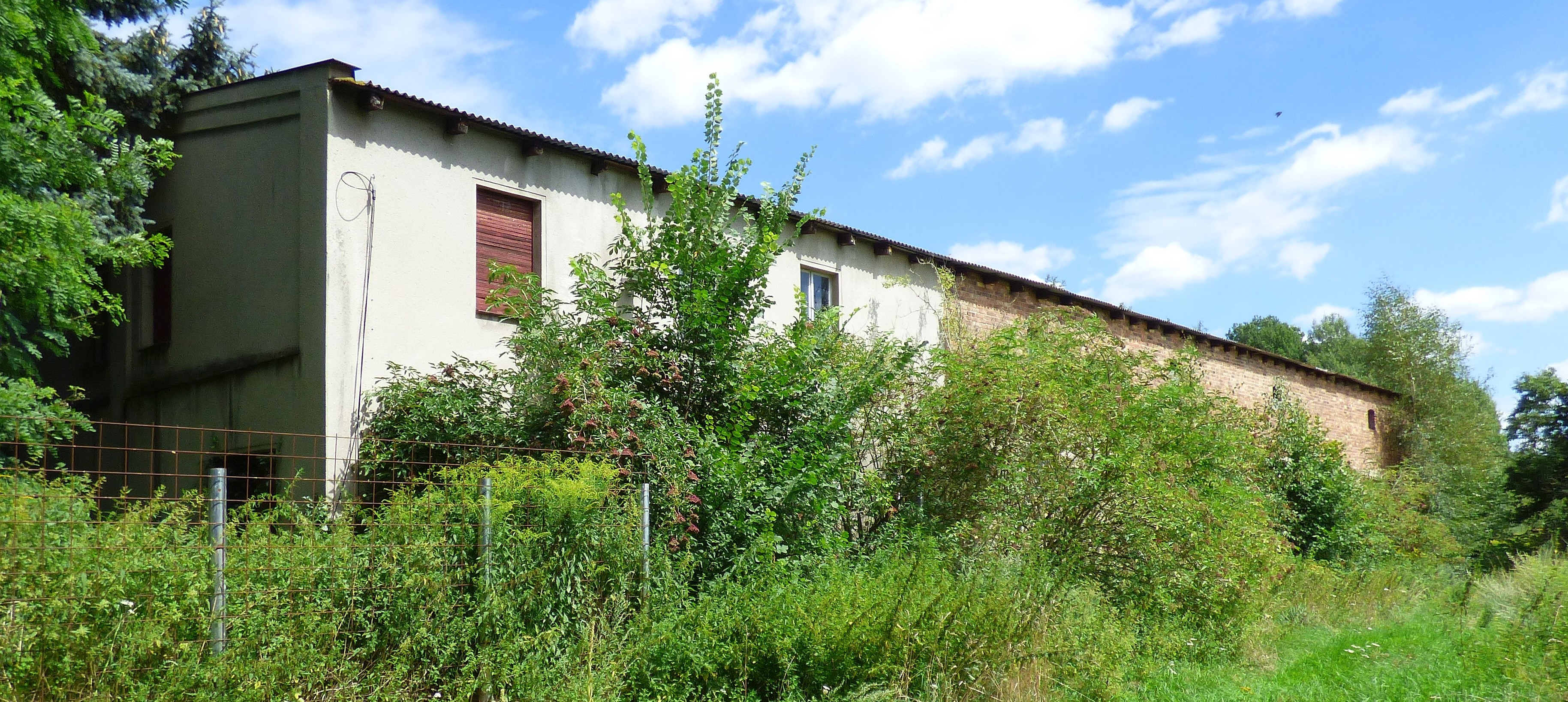
Das auch als Lappige Jacke bezeichnete Vorwerk Schradenau (2017).

Schradenau, zum Teil auch Lappige Jacke genannt, ist ein ehemaliges Vorwerk in der südbrandenburgischen Niederungslandschaft Schraden im Landkreis Elbe-Elster. Das alte Vorwerk, das in einem Artikel der Lausitzer Rundschau im Jahre 2012 auch als östliches Eingangstor zum Schraden bezeichnet wurde, befindet sich im Nordosten der Gemeinde Schraden und ist dreihundert Meter östlich der Landesstraße L 63 zu finden, mit welcher es nur durch einen unbefestigten Weg verbunden ist.
Da Schradenau in einem Urmeßtischblatt von Woedtke aus dem Jahre 1841 und anderen Kartenwerken vor diesem Zeitpunkt noch nicht verzeichnet ist, wird angenommen, dass das Vorwerk erst nach den Separationen im Schraden in Folge der Regulierung der Schwarzen Elster entstand. Seinen Namen erhielt das Vorwerk nach der das Gelände umgebenden Niederungslandschaft. In topografischen Karten taucht Schradenau, wie auch das bei Großthiemig gelegene Vorwerk Schönau, erstmals im Jahre 1854 in einer Separationskarte auf. Es gehörte wie das Vorwerk Rothes Buschhaus zu Großkmehlen und auf Grund dessen ab dem Jahre 1874 zum Amtsbezirk Großthiemig des Kreises Liebenwerda.
Im Jahre 1929 ging Schradenau dann in der neugebildeten Gemeinde Schraden auf. Aufgrund seines schlechten Zustandes wird es seit etwa 1945 auch als Lappige Jacke bezeichnet und ist unter dieser Bezeichnung inzwischen auch in topografischen Karten verzeichnet. Bis zum 4. März 2014 war die Siedlung unter der Bezeichnung Lappige Jacke ein amtlich ausgewiesener Wohnplatz der Gemeinde Schraden, danach wurde er aus dem Ortsteilverzeichnis gestrichen. Bis auf ein Wohnstallhaus, welches bewohnt beziehungsweise noch bewirtschaftet wird, sind die weiteren Gebäude des Vorwerks allerdings heute weitgehend dem Verfall preisgegeben.
Einige hundert Meter nordwestlich des einstigen Vorwerks ist am gleichnamigen Weg Schradenau, der inzwischen zu großen Teilen überwachsen ist, ein weiterer Wohnplatz zu finden.